# Gatões Futebol Clube (féminines)
Maillots
Le Gatões est la section féminine du Gatões Futebol Clube, club portugais basé à Matosinhos.

## Histoire[2]
Le Gatões Futebol Clube est fondé le 10 juin 1960 par un groupe de 15 amis de Guifões.
Le club créé sa section féminine au début de la saison 1997/98, l'équipe est directement incluse dans le Championnat du Portugal féminin de football, le remportant dès la première saison. Lors de la saison 2000/01, il participe à la première édition de la Coupe féminine de l'UEFA. L'année suivante le club met un terme à sa section féminine.
Re créé pour la saison 2009-2010, les filles du Gatões sont intégrées au championnat portugais de 2e division. Sous les ordres, à nouveau d'Alfredina Silva, elles n'arrivent pas à obtenir la remontée tant espérée, terminant 2e de la Série B de la Taça de Promoção Feminina. En février 2011, le Gatões Futebol Clube interrompt son activité, qui est à l'époque limitée à l'équipe de football féminine, qui évolue en championnat de promotion (2e division), cela en raison de la situation financière précaire dont elle est victime.

### Dates clés
- 1997 : 1er match officiel de la section en Championnat du Portugal féminin de football
- 1998 : Vainqueur du Campeonato Nacional Feminino
- 1999 : Vainqueur du Campeonato Nacional Feminino
- 2000 : Vice-champion du Campeonato Nacional Feminino
- 2001 : Vainqueur du Campeonato Nacional Feminino
- 2001 : 1re participation officiel de la section en Coupe féminine de UEFA
- 2002 : Vice-champion du Campeonato Nacional Feminino
- 2003 : Section féminine mise en sommeil
- 2009 : Réactivation de la section féminine
- 2011 : Section féminine mise à nouveau en sommeil

## Résultats sportifs

### Palmarès[4]
Le palmarès du Gatões Futebol Clube se compose de trois titres de Champion du Portugal.
Le tableau suivant liste le palmarès du club actualisé à l'issue de la saison 2010-2011 dans les différentes compétitions officielles aux niveaux national, internationale et régional.
| Compétitions nationales                                                                      | Compétitions régionales                            |
| - Championnat du Portugal (3) - Champion : 1998, 1999, 2001. - Vice-champion : 2000 et 2002. | - Championnat de l'AF Porto (1) - Champion : 2001. |

### Bilan saison par saison
Le tableau suivant retrace le parcours du club depuis la création du Gatões Futebol Clube en 1997.
| Édition   | Division 1                             | Division 2                             | Divisions régionales                   | Coupe du Portugal                      | Supercoupe du Portugal                 | Coupe de la Ligue                      |
| 1997-1998 | Vainqueur                              | Championnat inexistant                 | -                                      | Coupe inexistante                      | Supercoupe inexistante                 | Coupe de la Ligue inexistante          |
| 1998-1999 | Vainqueur                              | Championnat inexistant                 | -                                      | Coupe inexistante                      | Supercoupe inexistante                 | Coupe de la Ligue inexistante          |
| 1999-2000 | 2e                                     | Championnat inexistant                 | -                                      | Coupe inexistante                      | Supercoupe inexistante                 | Coupe de la Ligue inexistante          |
| 2000-2001 | Vainqueur                              | Championnat inexistant                 | Vainqueur                              | Coupe inexistante                      | Supercoupe inexistante                 | Coupe de la Ligue inexistante          |
| 2001-2002 | 2e                                     | Championnat inexistant                 |                                        | Coupe inexistante                      | Supercoupe inexistante                 | Coupe de la Ligue inexistante          |
| 2002-2003 | 4e                                     | Championnat inexistant                 | -                                      | Coupe inexistante                      | Supercoupe inexistante                 | Coupe de la Ligue inexistante          |
| 2003-2004 | Mise en sommeil de la section féminine | Mise en sommeil de la section féminine | Mise en sommeil de la section féminine | Mise en sommeil de la section féminine | Mise en sommeil de la section féminine | Mise en sommeil de la section féminine |
| 2009-2010 | -                                      | 2e Taça de Promoção Série B            | -                                      | 2e tour                                | Supercoupe inexistante                 | Coupe de la Ligue inexistante          |
| 2010-2011 | -                                      | 3e Campeonato Promoção Série A         | -                                      | 2e tour                                | Supercoupe inexistante                 | Coupe de la Ligue inexistante          |
| 2011-2012 | Mise en sommeil de la section féminine | Mise en sommeil de la section féminine | Mise en sommeil de la section féminine | Mise en sommeil de la section féminine | Mise en sommeil de la section féminine | Mise en sommeil de la section féminine |

### Parcours européen
Depuis sa fondation en 1997, la section féminine du Gatões Futebol Clube a participé à la toute première épreuve européenne féminines, elle a disputé trois rencontres.

#### 2001-2002
Coupe féminine UEFA :
|   | Tour             | Club      | Résultat | Club                  |
| - | ---------------- | --------- | -------- | --------------------- |
| 1 | Phase de groupes | Odense BK | 3-0      | Gatões FC             |
| 2 | Phase de groupes | Gatões FC | 1-7      | ŽFK Mašinac PZP Niš   |
| 3 | Phase de groupes | Gatões FC | 8-0      | FC Progrès Niedercorn |

#### Bilan
Mise à jour le 20/03/2020
- 3 matchs en Coupes d'Europe.

| Coupe               | Matchs Joués | Victoires | Nuls | Défaites | Buts marqués | Buts encaissés |
| Coupe féminine UEFA | 3            | 1         | 0    | 2        | 9            | 10             |
| TOTAL               | 3            | 1         | 0    | 2        | 9            | 10             |

#### Adversaires européens
| - Odense BK - FC Progrès Niedercorn - ŽFK Mašinac PZP Niš |

## Personnalités du club

### Entraîneurs
Durant les quelques années d'existence de la section féminine, le Gatões Futebol Clube, ne connait qu'un seul entraîneur en la personne d'Alfredina Silva, qui est dans un premier temps aussi joueuse, avant de se consacrer en 2009, totalement à son rôle d'entraîneur.
| Entraîneurs années 1997 - 2003 | Entraîneurs années 2009 - 2011    |
| - 1997-2003 : Alfredina Silva  | - 2009-fév 2011 : Alfredina Silva |